# La tempesta (film 1982)
La tempesta (Tempest) è un film del 1982 diretto da Paul Mazursky su un adattamento dell'omonima commedia shakespeariana.

## Trama
L'architetto Philip Dimitrius, colto da una crisi di mezza età, annuncia a sua moglie Antonia di voler lasciare il lavoro e andarsene di casa. Insieme alla figlia adolescente Miranda - gli accordi sono che la ragazza trascorrerà tutta l'estate con il padre per poi ricongiungersi alla madre - si reca fino ad Atene e qui fa la conoscenza di Aretha, affascinante americana giramondo, reduce da due convivenze fallite, che canta nei locali per racimolare il denaro necessario per il biglietto di ritorno. Tra Philip e Aretha inizia una relazione che Miranda accetta di buon grado. Una sera, in uno dei locali dove si esibisce Aretha fanno la loro comparsa Antonia e Alonzo (ex capo di Philip). Antonia è intenzionata a riprendersi Miranda, la quale non vuole saperne di separarsi dal padre. L'indomani Philip, Aretha e Miranda si trasferiscono su un'isoletta greca abbandonata, il cui unico residente è il selvatico pastore Kalibanos. 

## Curiosità
- In una scena del film Susan Sarandon canta una versione in lingua inglese di Nel blu dipinto di blu.
- All'inizio dei titoli di coda sono mostrati i vari personaggi che escono uno dopo l'altro dalla casa sull'isola in cui si è stabilito Philip; tutti insieme fanno un inchino allo spettatore, chiaro riferimento alla destinazione teatrale del testo shakespeariano che ha ispirato il film.

## Riconoscimenti
- 39ª Mostra internazionale d'arte cinematografica di Venezia
  - Premio Pasinetti a Susan Sarandon